# IV Liceum Ogólnokształcące im. Bolesława Chrobrego w Bytomiu
IV Liceum Ogólnokształcące im. Bolesława Chrobrego (pot. Sikorak, Chrobry) – publiczna szkoła średnia w Bytomiu. 

## Historia
Zalążkiem IV Liceum Ogólnokształcącego im. Bolesława Chrobrego w Bytomiu były założone w 1895 roku dwie pierwsze, najniższe klasy niemieckiego gimnazjum (niem. Sexten). Znajdowały się one początkowo w budynku bytomskiej remizy straży pożarnej. Rok później, bo w 1896 roku klasy przeniosły się do starego budynku żydowskiej szkoły na rogu ulic Langestraße (ul. Józefczaka) i Goystraße (ul. Rostka), gdzie znajduje się tam miejskie targowisko.
1 maja 1897 roku została powołana Miejska Katolicka Szkoła Realna (niem. Städtische Katholische Realschule), z klasami najniższymi, bez matury i prawa do studiów wyższych. Na potrzeby tej szkoły, został zaprojektowany całkiem nowy budynek w stylu secesyjnym. Budowany był w latach 1901–1902 z projektu miejskiego architekta Karla Bruggera i pod kierownictwem mistrza murarskiego J. Wygascha. 8 maja 1903 roku, szkoła oficjalnie przeniosła się do owego budynku. Znajduje się on do dziś przy placu Sikorskiego 1, niegdyś Kaiserstraße 3. W roku 1907, szkoła zmieniła swój status na Miejską Szkołę Realną Stopnia Licealnego (niem. Städtische Oberrealschule), pozwalającą na zdawanie matury oraz dostęp do studiów wyższych. 26 listopada 1910 roku, przed szkołą został odsłonięty pomnik cesarza niemieckiego – Fryderyka II Wielkiego, w obecności aktualnego cesarza niemieckiego – Wilhelma II Hohenzollerna. Po objęciu w Niemczech władzy przez Adolfa Hitlera przypuszczalnie około roku 1935, szkoła przyjęła nową nazwę, funkcjonującą aż do roku 1945 – Miejska Szkoła Realna Stopnia Licealnego im. Adolfa Hitlera (niem. Adolf Hitler Schule – Städtische Oberschule für Jungen in Beuthen).
Po przyłączeniu Bytomia do Polski w 1945 roku, w budynku dawnej niemieckiej szkoły, Kuratorium Śląskiego Okręgu Szkolnego utworzyło II Państwowe Gimnazjum i Liceum Męskie. Budynek był zdewastowany, lecz do kwietnia 1945 roku udało się dyrektorowi Tadeuszowi Wilkowi skompletować kadrę nauczycielską oraz doprowadzić go do stanu umożliwiającego rozpoczęcie zajęć. W 1949 roku nastąpiła zmiana nazwy szkoły na II Ogólnokształcącą Szkołę Stopnia Podstawowego i Licealnego Towarzystwa Przyjaciół Dzieci. Od tego czasu szkoła ma charakter świecki. W 1958 roku, patronem szkoły stał się Bolesław Chrobry i jest nim do dziś. W roku 1973, szkoła włączyła się w obchody roku kopernikowskiego organizując sesję popularnonaukową poświęconą historii życia i dziełom Mikołaja Kopernika. 28 marca 1977, budynek szkoły został wpisany do rejestru zabytków nieruchomych województwa śląskiego. Na przełomie 1979 oraz 1980 roku, nastąpiła reorganizacja szkoły – powstał Zespół Szkół Ogólnokształcących im. Bolesława Chrobrego z wydziałem zaocznym. W skład instytucji wchodziły: IV Liceum Ogólnokształcące, Liceum dla Pracujących oraz Liceum Ekonomiczne. 
W styczniu 1990 roku, szkoła była gospodarzem konferencji dyrektorów placówek oświatowo–wychowawczych na której, Jan Szczyra (ówczesny dyrektor szkoły) wygłosił referat – "Metody i formy pracy zespołu kierowniczego oraz rady pedagogicznej w inspirowaniu pracy samorządowej i społecznej młodzieży, a także w rozwijaniu autentycznej demokratyzacji życia szkolnego". W 2000 roku, z inicjatywy dyrektora szkoły mgr Mariana Kupczyka, wyremontowano oraz uruchomiono zegar, który przez długi czas nie działał. W roku szkolnym 2006/2007 roku grupa złożona prawie wyłącznie z uczniów szkoły, samodzielnie przygotowała i wystawiła w Bytomskim Centrum Kultury musical West Side Story. W tym samym roku została wyremontowana Sala Lustrzana (wcześniej była to m.in. sala do zajęć artystycznych czy szkolna świetlica). Odnowiono także drzwi oddzielające Salę Lustrzaną od auli.

### Kalendarium

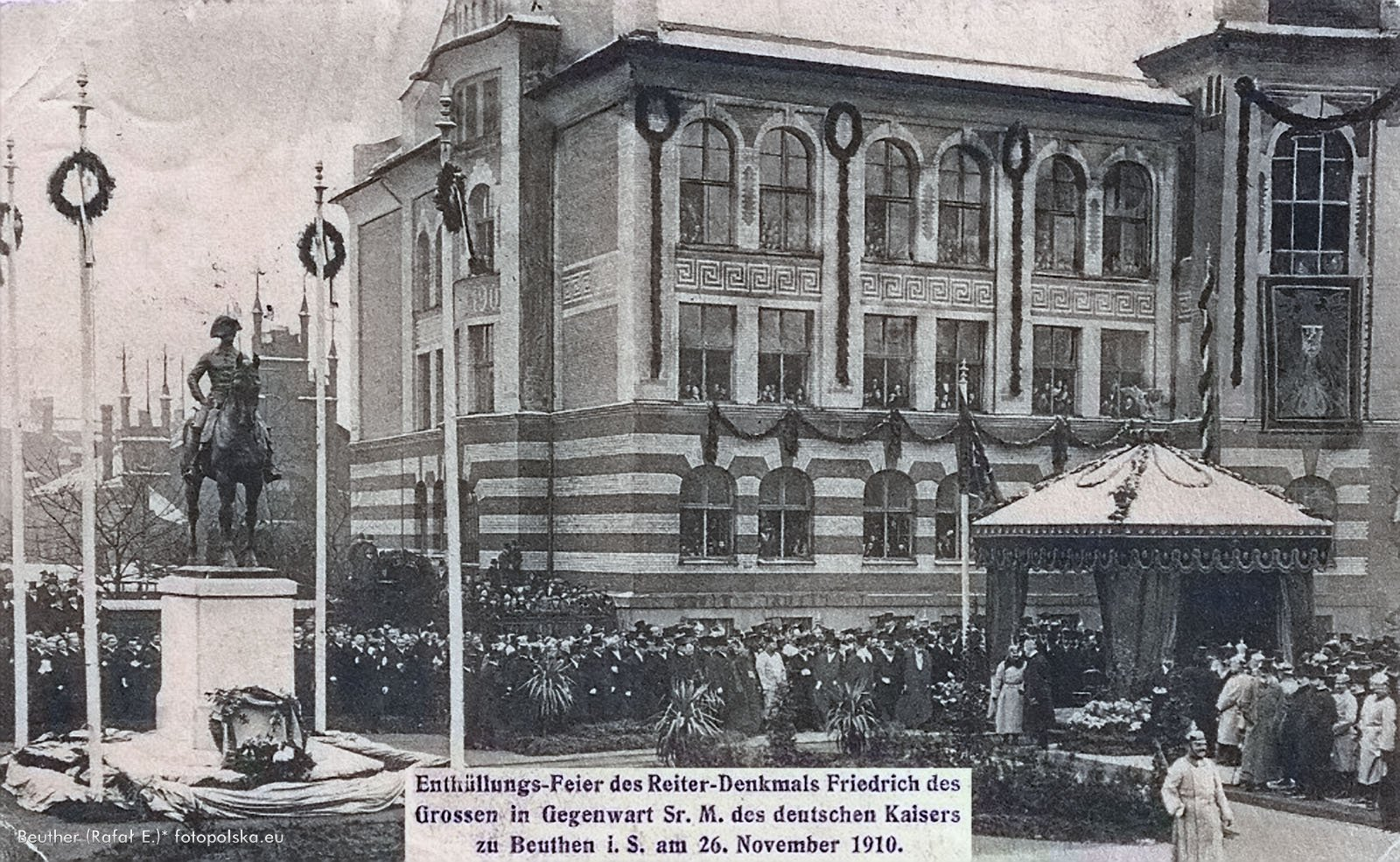
26 listopada 1910 – odsłonięcie przed szkołą pomnika cesarza Fryderyka II Wielkiego

#### 1895-1945
- 1895 – otwarcie w salach bytomskiej remizy straży pożarnej dwóch pierwszych, najniższych klas niemieckiego gimnazjum, tzw. Sexten
- 1896 – przeniesienie się szkoły do starego budynku szkoły żydowskiej przy ulicy Langestraße, róg ulicy Goystraße – ten nieistniejący dziś budynek stał w miejscu targowiska na rogu ulic Józefczaka i Rostka
- 1897 (1 maja) – powstanie Miejskiej Katolickiej Szkoły Realnej (niem. Städtische Katholische Realschule), z klasami najniższymi, bez matury i prawa do studiów wyższych
- 1900–1901 – budowa wolno stojącej miejskiej sali gimnastycznej (niem. Städtische Turnhalle), według projektu z 1898 roku
- 1901–1902 – budowa nowego budynku dla szkoły, przy ówczesnym placu Cesarskim (niem. Kaiserplatz / obecnie plac Sikorskiego), zaprojektowanego przez niemieckiego architekta Karla Bruggera
- 1903 (8 maj) – otwarcie nowego budynku szkoły
- 1905 (okres wielkanocny) – otwarcie w szkole najwyższej klasy (niem. Oberprima)
- 1906 – szkoła figurowała jako Miejska Katolicka Szkoła Realna w przekształceniu w Szkołę Realną Stopnia Licealnego (niem. Städtische Katholische Realschule in Entwicklung zur Oberrealschule)
- 1907 – zmiana statusu szkoły na Miejską Szkołę Realną Stopnia Licealnego (niem. Städtische Oberrealschule), pozwalającą na zdawanie matury oraz dostęp do studiów wyższych
- 1910 (26 listopada) – odsłonięcie przed szkołą pomnika konnego cesarza niemieckiego Fryderyka II Wielkiego, w obecności cesarza niemieckiego Wilhelma II Hohenzollerna
- 1935–1945 – szkoła zmienia nazwę, po objęciu władzy w Niemczech przez Adolfa Hitlera na Miejską Szkołę Realną Stopnia Licealnego im. Adolfa Hitlera (niem. Adolf Hitler Städt Schule – Städtische Oberschule für Jungen in Beuthen)

#### po 1945
- 1945 – Kuratorium Okręgu Szkolnego Śląskiego, w owym budynku utworzyło II Państwowe Gimnazjum i Liceum Męskie
- 1949 – szkoła zmienia nazwę na II Ogólnokształcącą Szkołę Stopnia Podstawowego i Licealnego Towarzystwa Przyjaciół Dzieci
- 1966 – szkoła zostaje podzielona na Szkołę Podstawową nr 47 oraz IV Liceum Ogólnokształcące im. Bolesława Chrobrego
- 1967 (1 marca) – ufundowanie nowego sztandaru szkoły przez Kopalnia Węgla Kamiennego Bobrek, w 22 rocznicę wznowienia nauczania
- lata 70 (XX w.) – powstanie oraz rozpowszechnienie się szkolnej gazetki pt. "A jednak się kręci"
- 1972 – wyprowadzka z budynku Szkoły Podstawowej nr 47
- 1975 – na fasadzie budynku umieszczono tablicę, która upamiętnia 30. rocznicę zwycięstwa nad faszyzmem
- 1977 (28 marca) – budynek szkoły został wpisany do rejestru zabytków nieruchomych województwa śląskiego (nr rejestru 1224/77), a „granice ochrony obejmują całość obiektu w ramach parceli budowlanej oraz wystrój i wyposażenie wnętrza”
- 1977 (grudzień) – ukazał się pierwszy numer gazetki szkolnej pt. "A jednak się kręci...", redagowanej i wydawanej przez uczniów IV LO; pismo ukazywało się do 1979 r., wydawano je w 50 egzemplarzach (wszystkie egzemplarze gazetki są dostępne w MBP w Bytomiu)
- 1979/1980 – szkoła zmienia swoją formę na Zespół Szkół Ogólnokształcących im. Bolesława Chrobrego z wydziałem zaocznym
- lata 80 (XX w.) – został przeprowadzony remont kapitalny oraz czyszczenie elewacji budynku
- 1990 – szkoła została gospodarzem konferencji dyrektorów placówek oświatowo–wychowawczych, w tym roku również w szkole zaczęto ponownie nauczać religii kościoła rzymskokatolickiego
- 2000 – z inicjatywy dyrektora szkoły mgr Mariana Kupczyka, wyremontowano oraz uruchomiono zegar (który przez długi czas nie działał)
- 2006/2007 – gruntowny remont Sali Gimnastycznej szkoły oraz Sali Lustrzanej
- 2015 – przeprowadzenie remontu stolarki okiennej (okna odrestaurowano lub wymieniono, przywrócono im pierwotną niebieską barwę), dachu oraz ocieplono poddasze

### Dyrektorzy szkoły

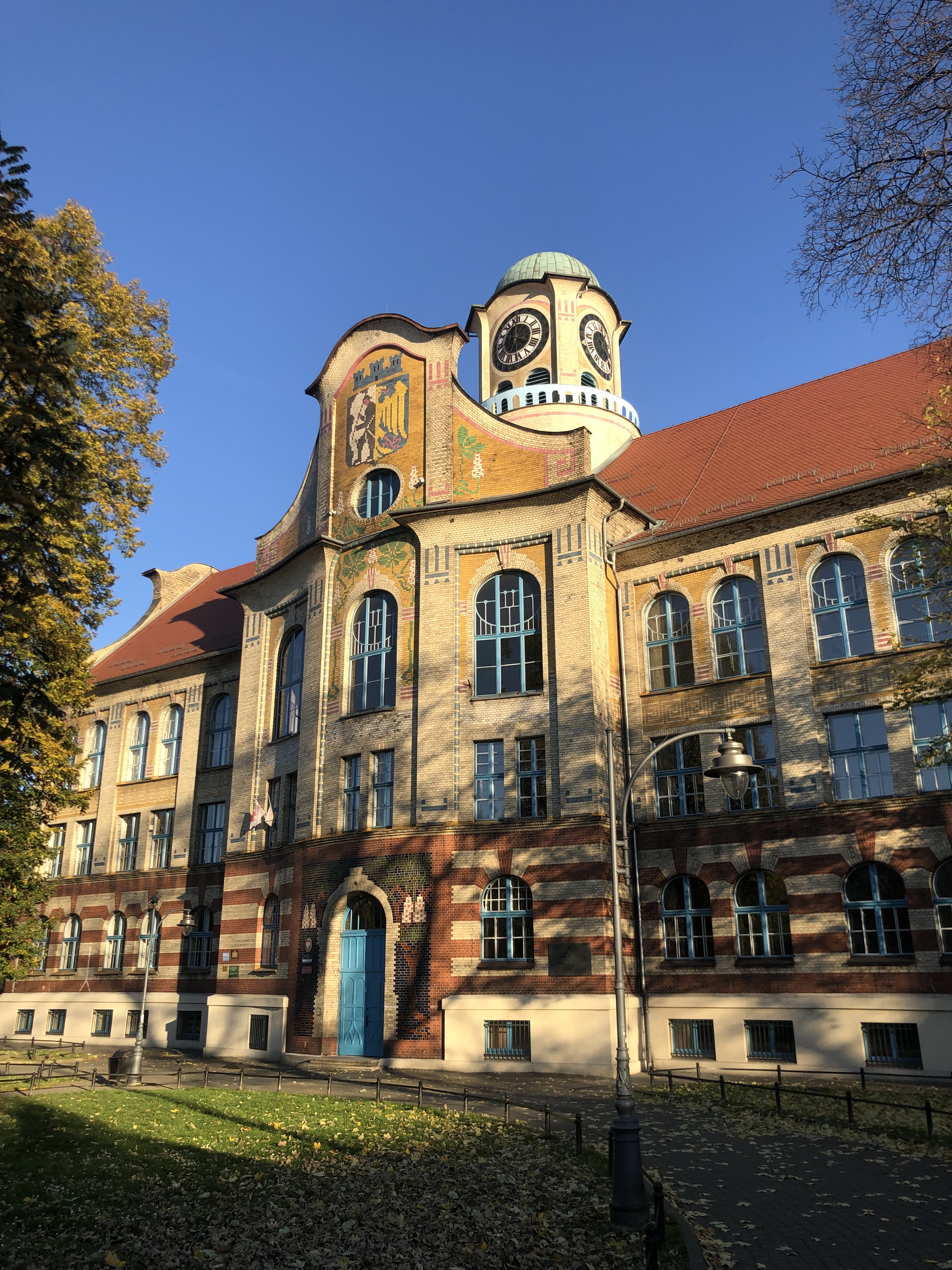
Fasada frontowa budynku szkoły (2021)

#### 1897-1945
- dr Herman Flaschel (1897–1923)
- dr Joseph Wolko (1923–1934)
- Paul Kronenberg (1934–1945)

#### od 1945
- Tadeusz Wilk (1945–1948)
- Zbigniew Duszyk (1948–1950)
- Władysław Nitka (1950–1951)
- Michał Gonciarz (1951–1968)
- Karol Szalbot (1968–1974)
- Bernard Kocur (1974–1984)
- Jan Szczyra (1984–1991)
- Danuta Rojek (1991–1997)
- Marian Kupczyk (1997–2009)
- Tadeusz Paliga (2009–2019)
- Bożena Balcerak (od 2019)

## Budynek

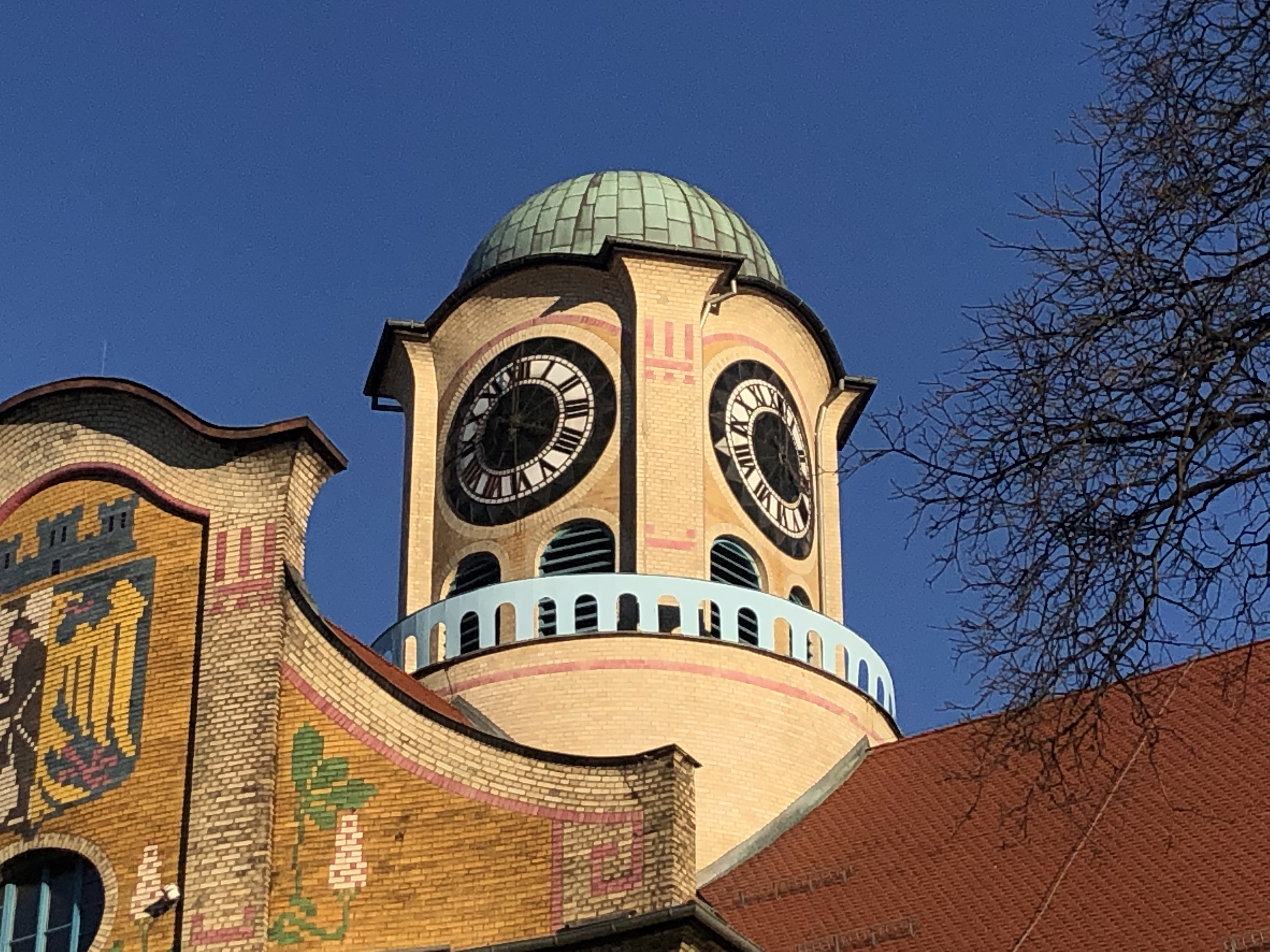
Herb Bytomia i wieża zegarowa (2021)

Budynek szkoły został zbudowany w 1902 roku, według projektu architekta Karla Bruggera, w stylu secesyjnym. Od zewnątrz ściany pokryte są cegłą glazurowaną, fronton ozdobiony jest herbem Bytomia. Ponad dwuspadowym dachem krytym dachówką wznosi się wieżyczka zegarowa z dzwonem nakryta kopulasto zdobiona szczytami o falistym, secesyjnym konturze. Budynek ten od 28 marca 1977, wpisany jest do rejestru zabytków (nr A/1005/22) woj. śląskiego. 
Po drugiej stronie budynku możemy przeczytać napis niem. Hier streb' die Jugend mit Fleiß und Tugend (pol. Tutaj trudzi się młodzież pilnie i cnotliwie, dosłownie: z pilnością i cnotą). Na elewacji frontowej, pomiędzy aulą a sekretariatem znajdował się także napis niem. Städtische Katholische Realschule (pol. Miejska Katolicka Szkoła Realna), jednak po wojnie został zniszczony przez sowietów.
Oprócz budynku głównego szkoła posiada jeszcze dwa inne: salę gimnastyczną (wybudowaną w 1901 r. oraz gruntownie wyremontowaną na przełomie 2006 i 2007 r.) oraz salę do aerobiku. W 2000 r., po długim okresie, kiedy nie działał, z inicjatywy dyrektora szkoły Mariana Kupczyka wyremontowano zegar.

## Znani nauczyciele

### od 1945
- Tadeusz Wilk – wojewoda lubelski (1981–1988), poseł na Sejm PRL (1961–1965), dyrektor szkoły (1945–1948), działacz polityczny
- Walerian Bętkowski – nauczyciel biologii, polski botanik, przyrodnik, metodyk nauczania, działacz ochrony przyrody
- Marian Kupczyk – nauczyciel geografii, dyrektor szkoły (1997–2009), geograf, autor zadań maturalnych CKE
- Magdalena Janczewska – nauczycielka historii, historyczka
- Agnieszka Froń-Smandek – nauczycielka języka polskiego, polonistka, lokalna działaczka, aktywistka
- Agnieszka Solecka – nauczycielka języka polskiego, polonistka, wicedyrektor szkoły (od 2019)
- Joanna Furtak – nauczycielka biologii, biolog

## Sławni uczniowie i absolwenci

### do 1945
- Piotr Urbańczyk – polski policjant, nadkomisarz Policji Województwa Śląskiego, ofiara zbrodni katyńskiej[3]

### od 1945
- Małgorzata Andrzejewicz (przed zmianą nazwiska: Małgorzata Andrzejczuk) – piosenkarka
- Eugeniusz Dębski – pisarz
- Sebastian Kłaczyński – hokeista
- Joanna Orleańska – aktorka
- Tomasz Gut – aktor
- Bartłomiej Brede – pisarz